# Lamponella taroom
Espèce
Lamponella taroom est une espèce d'araignées aranéomorphes de la famille des Lamponidae.

## Distribution
Cette espèce est endémique du Queensland en Australie. Elle se rencontre vers Taroom.

## Description
Le mâle holotype mesure 2,7 mm et la femelle 4,5 mm.

## Étymologie
Son nom d'espèce lui a été donné en référence au lieu de sa découverte, Taroom.

## Publication originale
- Platnick, 2000 : A relimitation and revision of the Australasian ground spider family Lamponidae (Araneae: Gnaphosoidea). Bulletin of the American Museum of Natural History, no 245, p. 1-330 (texte intégral).